# 1790 en Grèce ottomane
Chronologie de la Grèce
- 1786
- 1787
- 1788
- 1789
- 1790
- 1791
- 1792
- 1793
- 1794

Cette page concerne les évènements survenus en 1790 en Grèce ottomane  :

## Naissances
- Angelínas (el), combattant de la révolution grecque.
- Athanásios Koutsoníkas (el), combattant de la révolution grecque.
- Amvrósios Skaramangás (el), combattant de la révolution grecque.